# Zwyczajny cud
Zwyczajny cud (ros. Обыкновенное чудо, Obyknowiennoje czudo) – radziecki film muzyczny z 1978 roku w reżyserii Marka Zacharowa, oparty na sztuce Eugeniusza Szwarca.

## Fabuła
Głównym bohaterem filmu jest Czarodziej, który, żeby zabawić siebie i swoją żonę, wymyśla bajki. Bohaterowie bajek się ożywiają, przychodzą do jego domu i zaczynają żyć swoim życiem. Kolejna bajka wyszła bardzo smutną.
Wiele lat temu Czarodziej wymyślił "bajkę na odwrót" - zamienił niedźwiedzia w człowieka i postanowił, że ten z powrotem zamieni się w niedźwiedzia, kiedy w nim zakocha się księżniczka i pocałuje go. I oto młodzieniec, były niedźwiedź, wraca do Czarodzieja i spotyka w jego domu piękną dziewczynę, która bardzo mu się spodobała. Ku jego zgrozie ona okazała się księżniczką - czarodziej uczynił tak, żeby król, który przejeżdżał obok z córką i orszakiem, skręcił do jego dworu. Niedźwiedź i księżniczka się spotkali, i kiedy księżniczka zechciała pocałować Niedźwiedzia, on uciekł, żeby nie zamienić się w zwierzę na jej oczach. 
Księżniczka, przebrawszy się w ubranie męskie, uciekła od ojca, przyrzekłszy zastrzelić każdego, kto podąży za nią. W zajeździe "Emilia" zakochani się spotkali.
W gniewie Niedźwiedź idzie do oberżysty i prosi aby go zamknąć - zajazd jest zasypany śniegiem i wydostanie się z niego jest niemożliwe. Oberżysta daje mu klucz od pokoju, a sam tymczasem zwraca uwagę na jedną z frejlin księżniczki i poznaje w niej swoją pierwszą miłość Emilię, ku czci której został nazwany zajazd. Oberżysta i Emilia postanawiają pomóc pokłóconym zakochanym.
Księżniczka zamyka się w pokoju na pierwszym piętrze zajazdu. Król każe ciągnąć losy, i losuje nadworny Minister Administrator. Administrator wchodzi do księżniczki, i rozlega się strzał - wyprzedziwszy księżniczkę, Administrator sam strzela do niej, ale chybia.
Księżniczka w gniewie postanawia wyjść za mąż za "pierwszego przechodnia" i mianuje Administratora swoim narzeczonym.
Król postanawia urządzać wesele. Wpadłszy w rozpacz, że jego miłość zostaje zabierana od niego, Niedźwiedź postanawia opowiedzieć księżniczce wszystko o pocałunku zamieniającym go w zwierzę. Przygnębiona księżniczka żegna go na zawsze.
Orszak weselny odjeżdża. W zajeździe zostają Łowca i Niedźwiedź. Pojawia się Czarodziej i wyrzuca Niedźwiedziowi tchórzliwość i małoduszność. Niedźwiedź, zdaniem Czarodzieja, kocha księżniczkę nie na tyle, żeby poświęcić jej wygląd człowieka.
Niedźwiedź zawiera zgodę z ambitnym Łowcą. Jeżeli Niedźwiedź kiedykolwiek pocałuje księżniczkę i zamieni się w zwierzę, Łowca od razu go zabije.
Mija kilka lat. Krajem rządzi Minister Administrator. Król całkowicie odsunął się od interesów i nie chce nawet słyszeć o tym, co się dzieje dookoła. Księżniczka powoli umiera od tęsknoty za Niedźwiedziem. Czarodziej specjalnie nie dopuszcza Niedźwiedzia do kraju i swojego domu, ponieważ myśli, że bajka o smutnym zakończeniu może nauczyć ludzi wielu rzeczy, a bajki o zakończeniu szczęśliwym nadają się jedynie dla dzieci. 
Nadchodzi dzień śmierci księżniczki, i w domu Czarodzieja pojawiają się Niedźwiedź i Łowca. Niedźwiedź całuje księżniczkę - ale, ku rozczarowaniu Łowcy, pozostaje nadal człowiekiem. Czarodziej wyjaśnia ten paradoks "zwyczajnym cudem".
Bohaterowie bajek odchodzą z domu Czarodzieja, który okazuje się tylko dekoracją. Dekoracja płonie, i Czarodziej zostaje sam.

## Obsada
- Oleg Jankowski jako Czarodziej
- Irina Kupczenko jako żona Czarodzieja
- Jewgienij Leonow jako Król
- Jewgienija Simonowa jako Księżniczka
- Aleksandr Abdułow jako Niedźwiedź
- Wsiewołod Łarionow jako Łowca
- Jekatierina Wasiljewa jako Pierwsza Dama
- Andriej Mironow jako Minister Administrator